# .lv
.lv este un domeniu de internet de nivel superior, pentru Letonia (ccTLD).